# Chrysotus excisicornis
Chrysotus excisicornis är en tvåvingeart som beskrevs av Octave Parent 1935. Chrysotus excisicornis ingår i släktet Chrysotus och familjen styltflugor. Inga underarter finns listade i Catalogue of Life.